# ستيف سيمونز
ستيف سيمونز هو كاتب كندي، ولد في 17 فبراير 1957 في تورونتو في كندا.